# Coupe du Maroc masculine de volley-ball
Pour les articles homonymes, voir Trône (homonymie).
La Coupe du Maroc de volley-ball masculin, connu anciennement sous le nom Coupe d'Honneur de volley-ball masculin et appelée Coupe du Trône de volley-ball masculin depuis 1957.

## Palmarès
- 1951 : Centrale-Laitière AS
- 1952 :
- 1953 :
- 1954 :
- 1955 :
- 1956 :
- 1957 :
- 1958 :
- 1959 :
- 1960 :
- 1961 :
- 1962 :
- 1963 :
- 1964 :
- 1965 :
- 1966 :
- 1967 :
- 1968 :
- 1969 :
- 1970 :
- 1971 :
- 1972 :
- 1973 : Wydad AC
- 1974 : Wydad AC (2)
- 1975 : Wydad AC (3)
- 1976 : Wydad AC (4)
- 1977 : Wydad AC (5)
- 1978 :
- 1979 :
- 1980 : Wydad AC (6)
- 1981 :
- 1982 : Wydad AC (7)
- 1983 : Wydad AC (8)
- 1984 : Wydad AC (9)
- 1985 :
- 1986 :
- 1987 : Wydad AC (10)
- 1988 : Wydad AC (11)
- 1989 :
- 1990 : SCC Mohammédia
- 1991 : CR Rabat
- 1992 : CR Rabat (2)
- 1993 : TS Casablanca
- 1994 : TS Casablanca (2)
- 1995 : COD Meknès
- 1996 : CR Rabat (3)
- 1997 : FUS de Rabat
- 1998 : TS Casablanca (3)
- 1999 : FUS de Rabat (2)
- 2000 : SCC Mohammédia (2)
- 2001 : FUS de Rabat (3)
- 2002 : FUS de Rabat (4)
- 2003 : TS Casablanca (4)
- 2004 : FAR Rabat
- 2005 : TS Casablanca (5)
- 2006 : COD Meknès (2)
- 2007 : SCC Mohammédia (3)
- 2008 : TS Casablanca (6)
- 2009 : FUS de Rabat (5)
- 2010 : COD Meknès (3)
- 2011 : FUS de Rabat (6)
- 2012 : FAR Rabat (2)
- 2013 : FAR Rabat (3)
- 2014 : FAR Rabat (4)
- 2015 : FAR Rabat (5)
- 2016 : FAR Rabat (6)
- 2017 : Ittihad Tanger
- 2018 : FAR Rabat (7)
- 2019 : FAR Rabat (8)
- 2020 : FAR Rabat (9)
- 2021 : FUS de Rabat (7)
- 2022 : COD Meknès (4)
- 2023 : COD Meknès (5)
- 2024 : FUS de Rabat (8)